# Mani in alto! (fumetto)
Mani in alto! è stata una serie a fumetti di genere western edita in Italia dal 1949 al 1950 dalle Edizioni Audace. Viene ritenuta uno dei capolavori del fumetto dell'epoca.

## Storia editoriale
La serie venne scritta da Rinaldo Dami e disegnata da Galep; venne edita dal 1949 al 1950 per 64 numeri, divisi in due serie, la prima nel formato albo d'oro mentre la seconda in quello ad albo orizzontale. Vi compare un personaggio ideato di Gian Luigi Bonelli, Furio Almirante, relegato al ruolo di comprimario.
Grazie al successo della serie, a uno dei personaggi comprimari, Cherry Brandy, spalla del protagonista, venne dedicata la serie Cherry Brandy racconta, incentrata su storie western che lo vedono protagonista narrate da lui stesso, pubblicata nella collana Arco e sempre realizzate da Rinaldo Dami.

## Trama
Teddy Star è un ex sergente dell'esercito nordista che, congedato dopo la Guerra di Secessione, torna a casa sua, nel paese di Omaha dove vice una serie di avventure insieme a Cherry Brandy, un maniscalco, e a Sventola, un giovane ragazzo orfano; altri comprimari sono Cora, una bella e giovane ragazza, e Bruce Dalton, un rapinatore e assassino. Nella seconda serie il protagonista si trasferisce in Canada.